# جولین لاچور
جولین لاچور (انگلیسی: Julien Lachuer؛ زادهٔ ۱۵ نوامبر ۱۹۷۶) بازیکن فوتبال اهل فرانسه است.
از باشگاه‌هایی که در آن بازی کرده‌است می‌توان به باشگاه فوتبال استاد برستوا ۲۹، باشگاه ورزشی آمیان، باشگاه فوتبال والنسین و باشگاه فوتبال آنژه اشاره کرد.